# 崔正华 (1945年)
崔正华（1945年1月—），男，汉族，北京怀柔人，中华人民共和国政治人物，曾任甘肃省人民政府副省长，甘肃省政协副主席。